# Pseudozarba bipartita
Pseudozarba bipartita is een vlinder van de familie van de uilen (Noctuidae). De wetenschappelijke naam van deze soort is voor het eerst voorgesteld als Apamea bipartita door Herrich-Schäffer in een publicatie uit 1850.
De soort komt voor in:
- het Palearctisch gebied waaronder Algerije, Tunesië, Portugal, Spanje (vasteland, Balearen), Malta, Frankrijk (vasteland, Corsica), Italië (vasteland, Sardinië, Sicilië), Kroatië, Albanië, Bulgarije, Griekenland (vasteland, Kreta), Cyprus, Turkije, Jordanië, Israël en Iran,
- het Afrotropisch gebied waaronder Kaapverdië, Mauritanië, Gambia, Burkina Faso, Niger, Soedan, Ethiopië, Somalië, Nigeria, Congo-Kinshasa, Kenia, Tanzania, Zambia, Namibië, Zuid-Afrika en Jemen.